# Лубенець Наталія Дмитрівна
Наталія Дмитрівна Лубенець (1877—1943) — український педагог і культурний діяч, голова Товариства народних дитячих садків міста Києва, засновник і редактор журналу «Дошкольное воспитание», який виходив у Києві у 1911—1917 pp., лектор Фребелівського педагогічного інституту, член Колегії дошкільного виховання при Департаменті народної освіти у 1918—1919 pp. Основна праця: «Фребель і Монтессорі» (1915).

## З життєпису
Відома громадська діячка, член багатьох благодійних товариств у м. Києві (товариство допомоги малолітніх злочинців при Лук'янівській тюрмі); засновник і незмінний голова Товариства народних дитячих садків, разом з Товариством трудової допомоги інтелігентним жінкам м. Києва засновує у 1907 році Київський Фребелівський жіночий інститут з трирічним терміном навчання та запрошує на посаду директора відомого вченого — проф. Сікорського Івана Олексійовича, викладача на той час Київського університету імені Св. Володимира; редактор журналу «Дошкольное воспитание», який видавався в Україні з 1911 року — Н. Д. Лубенець обґрунтовуючи ідею народного дитячого садка, акцентує увагу на вимогах до особистісних якостей виховательок.
В статті «Общественные и семейные начала в дошкольном воспитании» (1911 р.) авторка підкреслює, що вихователя повинна характеризувати бездоганна поведінка на основі таких властивостей, як терпіння, послідовність, пунктуальність, ввічливість, охайність. І це акутально, оскільки найдрібніші негативні прояви в поведінці виховательок відбиваються на поведінці дітей. Особливе значення має почуття міри виховательок, яке повинно регламентувати ставлення до дітей, любов до яких має бути розумною. З сумом відзначає Н. Д. Лубенець, що в народних дитячих садках ще дуже мало інтелігентних і тактовних виховательок. Але головне, на думку авторки, щоб вся система виховання в народних дитячих садках базувалася на національній основі. Це визначає вимоги до особистості виховательок, щодо забезпечення відповідного змісту, методів, засобів виховання. «Народний дитячий садок, — пише Н. Д. Лубенець, — має бути національним, враховувати характерні особливості дітей певної національності. Тобто, необхідно прагнути до того, щоб при виборі ігор, пісень, казок, розповідей, враховувалися національні особливості дітей. В такому випадку дитячий садок, зберігаючи основну ідею, будучи загальнолюдським, пристосовується до народних вимог і буде життєздатним.» (5.79). Ця думка збігається з поглядами на організацію виховання педагогів-гуманістів, незалежно від їх національності, як в Україні, так і за її межами. (Слободянюк Т. Б. к.п.н., доцент кафедри педагогіки і психології вищої школи НПУ ім. М. П. Драгоманова)